# Глибоководне буріння
Глибоководне буріння (рос. глубоководное бурение, англ. deep-sea drilling, deep-water drilling; нім. Tiefseebohren n)  – спорудження свердловини на дні моря з використанням надводних технічних засобів при глибинах води понад 600 м. Проводиться з метою інженерно-геологічного дослідження морських ґрунтів і вивчення будови дна океану, а також для видобутку з морських надр рідких або газоподібних корисних копалин Для глибоководного буріння використовуються бурові судна, оснащені системою динамічного позиціонування, що допускає граничне відхилення бурильної колони від свердловини на 3 % від глибини моря при бічному вітрі до 45 вузлів. Для буріння застосовуються спеціальні конструкції бурильних труб і їх з'єднань, виготовлені зі спеціальних сталей, розрахованих на стискаючі, розтягуючі і згинаючі зусилля; акустичні системи виявлення підводного гирла свердловини і мультиплексні системи контролю противикидних превенторів. Техніка і технологія кінця XX ст. дозволяє вести глибоководне буріння на глибинах понад 4 000 м («Світ науки», травень 1998, с. 38).